# Storeken
Storeken är en sjö i Arvika kommun i Värmland och ingår i Göta älvs huvudavrinningsområde. Sjön är 30 meter djup, har en yta på 3,45 kvadratkilometer och befinner sig 186,2 meter över havet. Sjön avvattnas av vattendraget Bortaälven (Lillekälven). Vid provfiske har bland annat abborre, gers, gädda och lake fångats i sjön.

## Delavrinningsområde
Storeken ingår i det delavrinningsområde (665580-131763) som SMHI kallar för Utloppet av Storeken. Medelhöjden är 234 meter över havet och ytan är 14,75 kvadratkilometer. Räknas de 3 avrinningsområdena uppströms in blir den ackumulerade arean 60,38 kvadratkilometer. Bortaälven (Lillekälven) som avvattnar avrinningsområdet har biflödesordning 4, vilket innebär att vattnet flödar genom totalt 4 vattendrag innan det når havet efter 314 kilometer. Avrinningsområdet består mestadels av skog (65 procent). Avrinningsområdet har 3,45 kvadratkilometer vattenytor vilket ger det en sjöprocent på 23,4 procent.

## Fisk
Vid provfiske har följande fisk fångats i sjön:
- Abborre
- Gärs
- Gädda
- Lake
- Löja
- Mört
- Nors
- Siklöja